# The Grand Cayman Concert
The Grand Cayman Concert is het vierde livemuziekalbum dat de Amerikaanse band America uitbrengt. Het concert is opgenomen op Grand Cayman van de Kaaimaneilanden; in The SeaView. Als toevoeging wordt vermeld dat het een "special acoustic performance" betreft; America maakt al jaren eigenlijk voornamelijk akoestische muziek, zo af en toe nog aangevuld met elektrische gitaren. De stemmen van de heren Beckley en Burnell veranderen in de loop der jaren nauwelijks.  

## Musici
- Gerry Beckley – zang, gitaar en piano;
- Dewey Burnell – zang, gitaar

Aangevuld met Bill Crook, Willie Leacox, Pete Leonardo, Brad Palmer en Michael Woods als musici en technici.

## Composities
1. Riverside
2. Ventura Highway
3. Daisy Jane
4. Windwave
5. Another try
6. Three roses
7. I need you
8. Baby it's up to you
9. Pigeon song
10. All my life
11. Tin man
12. To each his own
13. Only in your heart
14. Sandman
15. Sister golden hair
16. A horse with no name